# العلاقات البوتسوانية الغينية
العلاقات البوتسوانية الغينية هي العلاقات الثنائية التي تجمع بين بوتسوانا وغينيا.

## مقارنة بين البلدين
هذه مقارنة عامة ومرجعية للدولتين:
| وجه المقارنة                                              | بوتسوانا                       | غينيا       |
| --------------------------------------------------------- | ------------------------------ | ----------- |
| المساحة (كم2)                                             | 581.74 ألف                     | 245.86 ألف  |
| عدد السكان (نسمة)                                         | 2.29 مليون                     | 12.72 مليون |
| الكثافة السكانية (ن./كم²)                                 | 3.94                           | 51.74       |
| العاصمة                                                   | غابورون                        | كوناكري     |
| اللغة الرسمية                                             | لغة إنجليزية                   | لغة فرنسية  |
| العملة                                                    | بولا بوتسواني                  | فرنك غيني   |
| الناتج المحلي الإجمالي (بليون دولار)                      | 17.41 مليار                    | 10.50 مليار |
| الناتج المحلي الإجمالي (تعادل القوة الشرائية) بليون دولار | 35.84 مليار                    | 15.24 مليار |
| الناتج المحلي الإجمالي الاسمي للفرد دولار أمريكي          | 6.36 ألف                       | 531         |
| الناتج المحلي الإجمالي للفرد دولار أمريكي                 | 16.10 ألف                      | 1.22 ألف    |
| مؤشر التنمية البشرية                                      | 0.698                          | 0.411       |
| رمز المكالمات الدولي                                      | +267                           | +224        |
| رمز الإنترنت                                              | .bw                            | .gn         |
| المنطقة الزمنية                                           | ت ع م+02:00، توقيت وسط إفريقيا | 00          |

## منظمات دولية مشتركة
يشترك البلدان في عضوية مجموعة من المنظمات الدولية، منها:
| علم المنظمة | اسم المنظمة                                 | تاريخ انضمام بوتسوانا | تاريخ انضمام غينيا |
| ----------- | ------------------------------------------- | --------------------- | ------------------ |
|             | مؤسسة التنمية الدولية                       | 24 يوليو 1968         | 26 سبتمبر 1969     |
|             | يونسكو                                      | 16 يناير 1980         | 2 فبراير 1960      |
|             | وكالة ضمان الاستثمار متعدد الأطراف          | 15 مايو 1990          | 5 أكتوبر 1995      |
|             | الأمم المتحدة                               | 17 أكتوبر 1966        | 12 ديسمبر 1958     |
|             | مجموعة دول أفريقيا والكاريبي والمحيط الهادئ | ?                     | ?                  |
|             | الاتحاد البريدي العالمي                     | ?                     | ?                  |
|             | البنك الدولي للإنشاء والتعمير               | 24 يوليو 1968         | 28 سبتمبر 1963     |
|             | منظمة حظر الأسلحة الكيميائية                | ?                     | ?                  |
|             | مؤسسة التمويل الدولية                       | 23 مارس 1979          | 22 أكتوبر 1982     |
|             | المركز الدولي لتسوية المنازعات الاستشارية   | 14 فبراير 1970        | 4 ديسمبر 1968      |
|             | منظمة التجارة العالمية                      | ?                     | 25 أكتوبر 1995     |
|             | منظمة الشرطة الجنائية الدولية               | ?                     | ?                  |
|             | الاتحاد الأفريقي                            | 31 أكتوبر 1966        | 1963               |
|             | البنك الإفريقي للتنمية                      | ?                     | ?                  |

## وصلات خارجية
- موقع وزارة الخارجية البوتسوانية